# Tormo (apellido)
Tormo es un apellido español. Personas con el apellido Tormo tienen o tuvieron radicación, entre otros lugares, en Barcelona, Alicante, Valencia, Madrid, Murcia y en Albacete. Es un apellido toponímico de origen prerromano.